# Соломин, Пётр Андреевич
Пётр Андре́евич Соло́мин (13 [25] января 1852, Буйско-Архангельское, Вятская губерния — не ранее 1929, Семипалатинск, Казахская АССР) — российский врач-гигиенист, доктор медицины (23 марта 1891); Герой Труда (1929). 

## Биография
Родился в селе Буйско-Архангельское (ныне — Архангельское в Уржумском районе Кировской области). Представитель Пижемской отрасли древнего севернорусского рода Соломиных.
Окончил Вятскую духовную семинарию. Два года служил сельским учителем.
В 1878 году окончил естественное отделение Санкт-Петербургского университета со степенью кандидата естественных наук (18.12.1878). Участник Русско-турецкой войны 1877—1878 гг.
С 30.9.1878 по 4.7.1879 — кандидат-педагог при 2-й Санкт-Петербургской военной гимназии.
В 1883 году окончил медицинский факультет Императорского университета Святого Владимира в Киеве со званием лекаря (19.12.1883); советом того же университета утверждён в звании врача (22.2.1884).
С 1884 года служил врачом в Омской дисциплинарной роте. С 26.7.1889 по 8.6.1891 совершенствовался в Императорской военно-медицинской академии, после чего служил младшим ординатором в Омском военном госпитале. С 16.5.1895 по 30.4.1897 стажировался в клиниках Германии, Австрии и Франции. С 1896 года — старший ординатор Омского военного госпиталя.
Возглавлял в Омске санитарно-химическую лабораторию; проводил анализы воды рек Иртыша и Оми, городских колодцев, источников вдоль железной дороги. В 1892 году во время эпидемии холеры в Омске заведовал холерным отделением. В 1900 и 1903 годы заведовал санитарной станцией, в 1900—1907 — метеорологической станцией при Омском военном госпитале. Одновременно преподавал в Омской фельдшерской школе.
В 1907 году был переведён в Оренбург; в 1910—1918 — начальник Оренбургского военного госпиталя, после — главврач. С 1919 года жил в Семипалатинске.
Чины: титулярный советник (27.5.1884), коллежский асессор (27.5.1887), надворный советник (27.5.1891), коллежский советник (17.11.1896), статский советник (1913—1917).
Постановлением Президиума ВЦИК от 8 июля 1929 года ему присвоено звание Героя Труда.
Дата смерти неизвестна.

## Научная деятельность
Летом 1878 года помогал В. В. Докучаеву в сборе материалов для докторской диссертации в Нижегородской и Самарской губерниях, вдоль реки Кама, в Заволжье (до Оренбурга), в Донских степях, Приазовье, на Северном Кавказе, в северо-восточном Дагестане и Крыму.
В 1891 году защитил диссертацию на степень доктора медицины.
В 1903 году участвовал в XII Международном медицинском конгрессе (Мадрид), тогда же посетил клиники Лозанны, Парижа, Дрездена.
На Семипалатинской метеорологической станции вёл научные наблюдения, результаты которых публиковались в Записках и Бюллетенях Семипалатинского отдела Русского географического общества.
Председатель и секретарь Омского медицинского общества (1883—1903); сделал 34 доклада. Член Западно-Сибирского отдела Русского географического общества (с 1884); с 1929 года — почётный член и учредитель Семипалатинского отдела Общества изучения Казахстана.
Автор более 60 научных работ.

### Избранные труды
- [Соломин П. А.] П. С. К анализу каменных углей Прииртышского бассейна. — [Омск, 1894]. — 4 с. — (Отт. из Записок Зап.-Сиб. отд. Рус. геогр. о-ва. 1894, кн. 16, вып. 2-3; Авт. установлен по оглавлению журн.)
- Соломин П. А. Капало-арасанские минеральные воды. — [Акмолинск] : тип. Акмол. обл. правл., [1888]. — 8 с. — (Из № 13, 14 и 15 «Акмол. обл. вед.» 1888 г.)
- Соломин П. А. Несколько случаев воспаления червеобразного отростка : (Сообщ. в Оренбург. физ.-мед. о-ве 31 янв. 1909 г.). — Казань : тип. Казан. ун-та, 1910. — 6 с. — (Отт. из «Казан. мед. журн.» 1910, Т. 10)
- Соломин П. А. О здоровье. — СПб. : тип. А. Бенке, 1905. — 17 с. — (Извлеч. из журн. № 1 «Вегетариан. вестн.» за 1905 г.)
- Соломин П. А. О сравнительном усвоении азота и жиров ветчины и говядины здоровыми людьми : Дис. на степ. д-ра мед. / Из Лаб. при Клинике проф. В. А. Манассеина. — СПб. : тип. Я. Трей, 1891. — 50 с. — (Серия диссертаций, допущенных к защите в Военно-медицинской академии в 1890-91 году; № 36).
- Соломин П. А. Таблица метеорологических наблюдений за 1900 и 1901 гг. // Записки Западно-Сибирского отдела Рус. геогр. о-ва. — Омск, 1902. — Кн. 29[10].

## Семья
Женат на дочери купца Александре Александровне Лыткиной (23.02.1854, Слободской — ум. Берлин).

## Награды
- Орден Св. Станислава 3-й степени (25.12.1887)
- Орден Св. Анны 3-й степени (28.8.1894) за труды по прекращению холерной эпидемии в 1892 году
- Серебряная медаль в память в Бозе почившего Императора Александра III.
- Герой Труда (1929)

## Комментарии
1. ↑  В 1925 году числился в списке членов Семипалатинского отдела Русского географического общества[3][4]. В фонде Б. Г. Герасимова хранится дарственная надпись П. Соломина, датированная 1927 годом[5]. Упомянут в списке главных учредителей созданного в 1929 году Семипалатинского отдела Общества изучения Казахстана как почётный член[6].